# Truppach (Adelsgeschlecht)

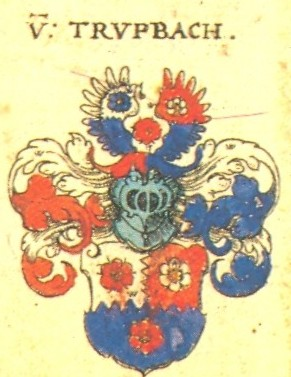
Wappen der Familie von Truppach nach Siebmachers Wappenbuch

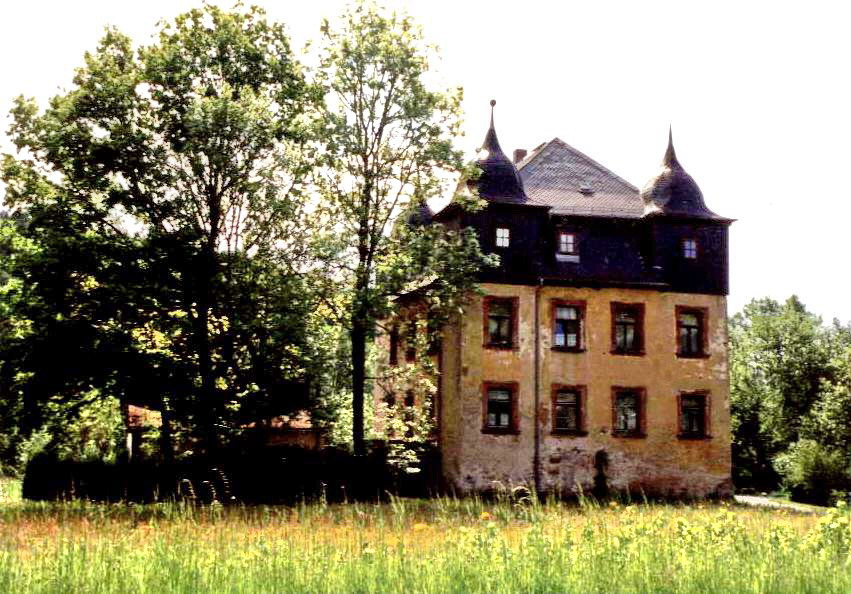
Schloss Truppach

Die Familie von Truppach ist ein altes fränkisches Adelsgeschlecht.

## Geschichte
Die Familie von Truppach ist bereits 1059 (als „de Trubaha“) beurkundet. Sie gelten als Gefolgsleute der Walpoten und bildeten später eine niederadelige Schicht reichsfreier Ministerialer. Der namensgebende Ort Truppach ist heute eingemeindet in Mistelgau und liegt im Landkreis Bayreuth in Oberfranken. Im Landbuch des Amtes Bayreuth von 1499 sind für den kleinen Ort Truppach zwei Adelssitze benannt: Einer gehörte der Familie von Aufseß, der andere der Familie von Truppach, nachweislich seit 1380. Letzterer wurde wenig später aufgegeben und Klaus von Truppach zog nach Alladorf. Die Familie starb 1550 aus.
Der zweite Adelssitz wurde 1523 von der Strafexpedition des Schwäbischen Bundes zerstört (siehe auch Wandereisen-Holzschnitte von 1523). Die Aufseßer hatten den berüchtigten Thomas von Absberg unterstützt. Bereits 1524 begann Wolf Heinrich von Aufseß mit dem Bau eines Wasserschlosses, dieses ist in abgewandelter Form erhalten geblieben, der wehrhafte Charakter mit Wassergraben und Außenwall ging verloren. Das Schloss ist ein quadratischer Bau mit zwei Stockwerken. An den Ecken ragen erkerartige Türmchen über das Dach hinaus.
Ursula von Truppach war in der Zeit des Bauernkriegs vorletzte Äbtissin des Klosters Schlüsselau.
Die Familie von Truppach zählt zur Reichsritterschaft und ist im Ritterkanton Gebürg organisiert.

## Wappen

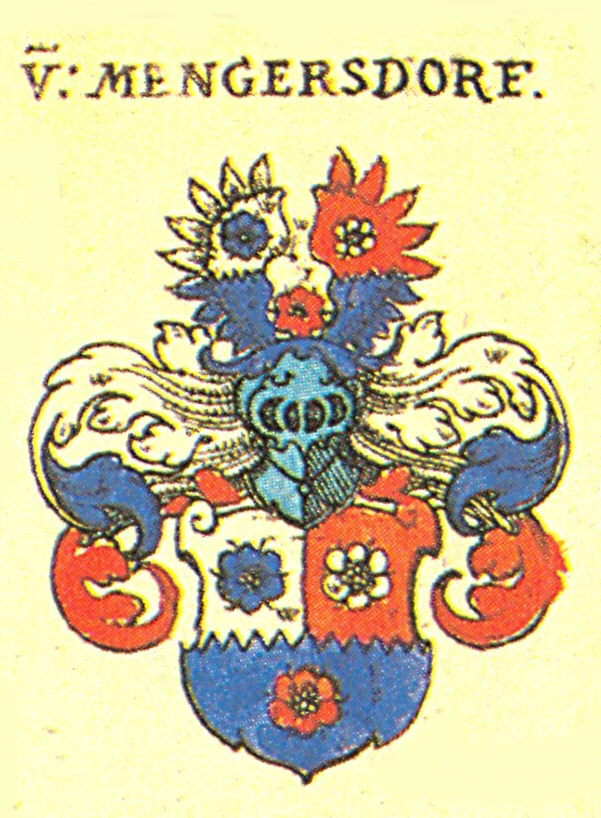
Zum Vergleich: Das Wappen der Familie von Mengersdorf bei Siebmacher

Bei Siebmacher ist der Schild durch Zahnschnitt geteilt, oben durch Zahnschnitt von Silber und Rot gespalten mit je einer Rose in verwechselten Farben; unten in Blau eine rote Rose. Der Flug wiederholt die Farben im Wechsel, wobei zwei Rosen im oberen Teil des Fluges und eine Rose zwischen den Flügelschwingen sitzen.
Das Wappen der unmittelbar benachbarten Familie von Mengersdorf ist weitgehend mit dem Wappen der Truppacher identisch – dies deutet üblicherweise auf eine gemeinsame Abstammung beider Familien hin. Die Ortschaft Mengersdorf gehört heute ebenfalls zur Gemeinde Mistelgau.